# Gitanas Nausėda
Gitanas Nausėda (* 19. května 1964 Klaipėda) je litevský politik a ekonom, od července 2019 prezident Litvy. Před vstupem do politiky pracoval jako ekonom, nejdříve ve státních institucích včetně centrální banky a poté v soukromém bankovním sektoru.

## Vzdělání
V letech 1982–1987 vystudoval Fakultu průmyslové ekonomie na Vilniuské univerzitě; další dva roky byl doktorandem na Fakultě ekonomie téže univerzity u profesora Vladase Astrauskase. V období 1990 až 1992 získal v rámci postgraduálního studia grant DAAD ke studijnímu pobytu na Univerzitě v Mannheimu. Disertační práci na téma „Příjmová politika během inflace a stagflace (na litevském příkladu)“ obhájil na Vilniuské univerzitě roku 1993 a obdržel titul Ph.D. Léta 2009 se stal docentem na soukromé škole Vilnius University Business School, založené roku 1989.

## Profesní kariéra
Profesní dráhu ekonoma zahájil v letech 1992–1993 ve Výzkumném ústavu pro ekonomiku a privatizaci; další dva roky působil na úřadu národního regulátora v Radě pro hospodářskou soutěž Litvy jako vedoucí oddělení finančních trhů. V období 1994–2000 byl zamětnancem litevské centrální banky, nejdříve na úseku regulace a dohledu nad komerčním bankovnictvím a poté ve funkci ředitele úseku měnové politiky. Poslední dva roky také zasedal ve správní radě centrální banky.
Mezi roky 2000–2008 se stal hlavním ekonomem a poradcem předsedy správní rady bankovního domu AB Vilniaus Bankas. Další desetileté období, do roku 2018, působil postupně na pozicích finančního analytika, hlavního ekonoma a poradce prezidenta banky Raimondase Kvedarase v SEB Bankas.

## Prezident republiky
Jako nezávislý kandidát a nestraník oznámil 17. září 2018 účast v květnových prezidentských volbách 2019. V kampani kladl důraz na svou nezávislost a proklamoval ochotu spolupracovat s vládou jakékoli orientace. V úvodním kole, jež se odehrálo 12. května 2019, skončil z devíti kandidátů těsně druhý, když za vítěznou poslankyní a bývalou ministryní financí Ingridou Šimonytėovou zaostal o 0,37 % platných hlasů. O čtrnáct dní později ji ve druhém kole jasně porazil, ziskem 66,53 %, respektive 881 495 platných hlasů. Prezidentská inaugurace proběhla 12. července 2019.
První zahraniční cestu uskutečnil čtyři dny po inauguraci do Varšavy, kde se střetl se svým protějškem Andrzejem Dudou. Během návštěvy se ozývaly výzvy k prohloubení bilaterálních vztahů, než jaké panovaly za jeho předchůdkyně Dalii Grybauskaitėové. Odmítavě se vyjádřil ke snaze vůdců Evropské unie sankcionovat Polsko za jeho postup vůči Nejvyššímu soudu a krokům v soudnictví. Do jednoho měsíce od nástupu do úřadu byl podle průzkumů litevského rozhlasu a televize považován za nejdůvěryhodnějšího politika státu. Během berlínské schůzky s Angelou Merkelovou v srpnu 2019, naléhal na kancléřku v udržování sankcí proti Rusku. V otázce návštěvy Ruska navázal na kritický postoj Grybauskaitéové, která Ruskou federaci označila za „teroristický stát“. Nausėda uvedl, že Rusko nenavštíví, dokud bude trvat ruská anexe Krymu. Rovněž odmítl možné setkání s ruským prezidentem Vladimirem Putinem jako „zbytečné“, když Litva čelila „reálné hrozbě“ a „nebezpečí“ na hranicích s Ruskem.
Prezidentský mandát obhajoval ve volbách v roce 2024. První kolo voleb vyhrál se ziskem 44 % hlasů a postoupil tak do druhého kola, do něhož postoupila rovněž litevská premiérka Ingrida Šimonytėová, která v prvním kole získala necelých 20 % hlasů. Ve druhém kole ji se ziskem téměř 76 % hlasů porazil a mandát se mu tak podařilo obhájit.

## Soukromý život
Narodil se roku 1964 v přímořské Klaipėdě, tehdejší součásti Litevské sovětské socialistické republiky. Otec Antanas Nausėda (* 1929) je inženýr, který mimo jiné pracoval jako vedoucí závodu na recyklaci lepenek a papírových obalů AB Klaipėdos kartonas. Matka Ona Stasė Nausėdienė (1932–2014) byla učitelka fyziky a matematiky; sestra Vilija Nausėdaitė (* 1959) je profesí ekonomka.
V roce 1990 se oženil s inženýrkou, módní technoložkou Dianou Nepaitė (* 1964), pracující pro vilniuskou pobočku společnosti H&M. Do manželství se narodily dcery Gedailė a Ugnė Nausėdaitė. Vyjma rodné litevštiny hovoří rusky, anglicky a německy.
Čestný doktorát Univerzity v Gifu obdržel 24. října 2019.